# 942

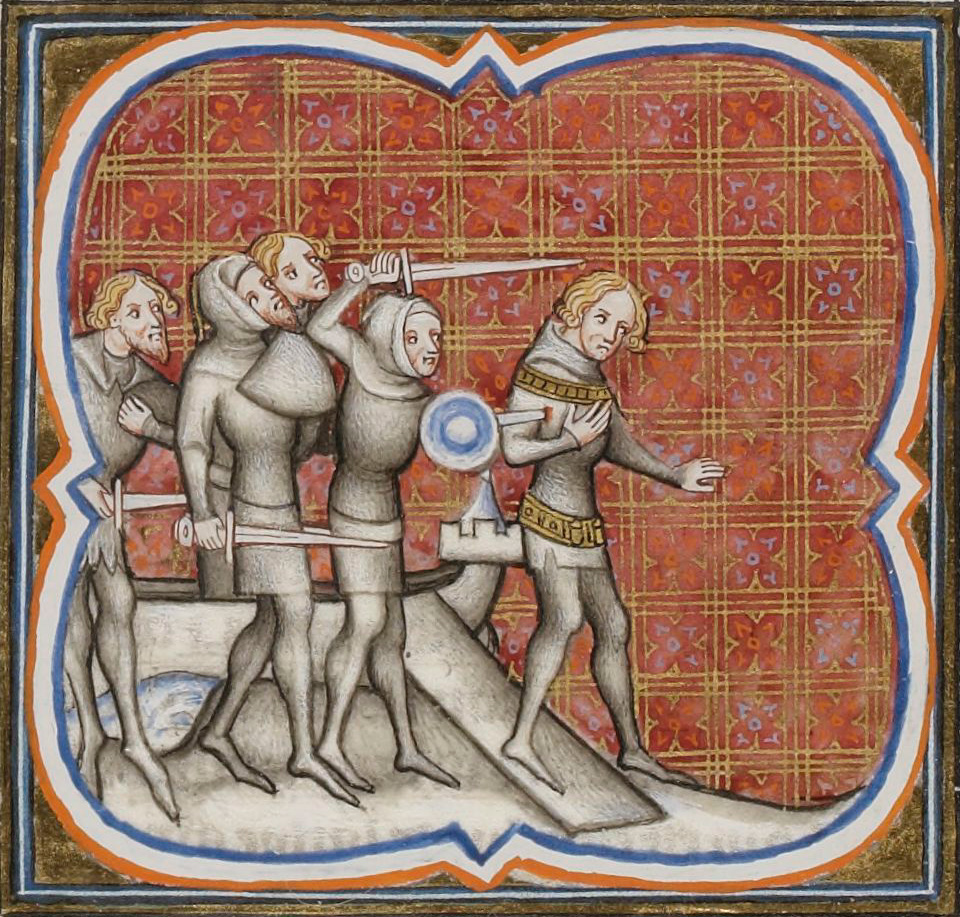
Moord op Willem Langzwaard

Het jaar 942 is het 42e jaar in de 10e eeuw volgens de christelijke jaartelling.

## Gebeurtenissen
- 17 december - Arnulf I van Vlaanderen nodigt Willem Langzwaard van Normandië uit voor vredesonderhandelingen, maar laat hem daarna door zijn gevolg vermoorden.
- Koning Lodewijk IV grijpt de dood van Willem Langzwaard aan om Normandië terug onder zijn controle te krijgen. Willems minderjarige zoon Richard I wordt voor zijn verdere opvoeding in ballingschap gestuurd naar Laon.
- Harshavarman II volgt Jayavarman IV op als koning van de Khmer.
- 30 oktober - Marinus II wordt paus als opvolger van Stephanus VIII (IX).
- Hywel Dda volgt Idwal Foel op als koning van Gwynedd en Llywelyn ap Merfyn als koning van Powys.
- Pietro III Candiano volgt Pietro Partcipazio op als doge van Venetië.
- Het graafschap Leuven wordt gesticht.
- Fulco II volgt zijn vader Fulco I op als graaf van Anjou.
- Raymond IV volgt Raymond III op als graaf van Toulouse.
- Leutald I volgt zijn vader Alberik I op als graaf van Mâcon.
- De Sint-Janskerk in Gent (tegenwoordig Sint-Baafskathedraal) wordt ingewijd.
- Voor het eerst genoemd: Eibingen, Fallersleben Hinterrhein

## Geboren
- Mathilde van Saksen, Duits edelvrouw
- Edgar, koning van Engeland (959-975) (jaartal bij benadering)

## Overleden
- oktober - Stephanus VIII (IX), paus (939-942)
- 18 november - Odo van Cluny (~63), Frans abt en componist
- 17 december - Willem Langzwaard (~35), hertog van Normandië (927-942)
- Fulco I (~54), graaf van Anjou (888-942)
- Gozelo (~31), graaf van de Ardennen (of 943)
- Saadia Gaon (~50), Joods-Arabisch rabbijn